# Alice Thormählen
Alice Marcelle Thormählen (* 6. April 1928 in Heiligenhaus; † 19. März 2020 ebenda) war eine deutsche Unternehmerin, die sich als Mäzenin und Stifterin um ihre niederbergische Heimat verdient gemacht hat.

## Leben und Berufsweg
Thormählen war die Tochter des Heiligenhauser Unternehmers Ernst Woelm, der zunächst Erzeugnisse für den Flugzeugbau entwickelte. Ihre Mutter war Belgierin, der zweite Vorname Marcelle ist eine Reminiszenz an diese Herkunft. Thormählen wollte nach dem Krieg eigentlich Sprachen studieren, bekam aber keinen Studienplatz. Nach Tätigkeiten in der Schweiz und in Frankreich trat sie dann auf Wunsch des Vaters in die Buchhaltung des von ihm mitgegründeten Betriebes der Fördertechnik ein, ab den 50er Jahren war sie lange als Geschäftsführerin und Gesellschafterin von bedeutenden Unternehmen dieser sowie der örtlichen Baubeschlagsbranche tätig. 1962 heiratete sie den Hotelier und Industriemeister Hans Joachim Thormählen († 2012). Die Ehe blieb kinderlos. Das Ehepaar ist auf dem Friedhof der Evangelischen Kirchengemeinde in Heiligenhaus bestattet.
Thormählen war langjähriges Mitglied der CDU.

## Gemeinnütziges und wohltätiges Wirken
Bereits ihr Vater trat als Förderer der Arbeit von Kirchengemeinden, kulturellen Einrichtungen und Naturschutzprojekten auf. Alice Thormählen unterstützte zeitlebens mit insgesamt mehreren Millionen Euro zahlreiche Projekte und Vorhaben in einem breit gefächerten Empfängerkreis. Dazu gehörten die Lebenshilfe, Elterninitiativen zur Unterstützung krebskranker Kinder, das Deutsche Rote Kreuz, die Tafel, AWO, Stipendien für Studierende des Campus Heiligenhaus der Hochschule Bochum, Hilfe für Flüchtlinge, Kirchengemeinden, Sport- und Gesangvereine bis hin zur Ausstattung öffentlicher Schulen sowie Bauprojekte in ihrer Heimat.
2008 gründete sie mit ihrem Mann die alice und hans joachim thormählen-stiftung für Bildung, Kultur und Sport, die sich vor allem an junge Menschen richtet.

## Ehrungen und Auszeichnungen
- Bundesverdienstkreuz
- 2012 Ehrenpreis „Menschlich Engagiert“ der CDU Frauen-Union[8]
- 2017 Benennung eines neu angelegten Parks in Heiligenhaus als „Thormählen-Park“
- 2017 Benennung eines von ihr finanzierten Gebäudes zur Förderung der Kultur und Bildung, welches u. a. die Stadtbücherei beherbergt, nach ihr als „Thormählen-Bildungshaus“ in Heiligenhaus.[9]
- 2019 Benennung einer neuen Straße in Heiligenhaus als "Am Thormählenpark"[10]